# Глен-Каньйон (міст)
Міст Глен-Каньйон (англ. Glen Canyon Bridge або англ. Glen Canyon Dam Bridge) — міст через річку Колорадо, розташований біля греблі Глен-Каньйон і водосховища Пауелл, недалеко від міста Пейдж (штат Аризона, США).

## Конструкція
Міст Глен-Каньйон — арочного типу, складається з однієї сталевої арки. Загальна довжина моста — 387 м, довжина арочного прольоту — 313 м. Ширина моста — 11,6 м, включаючи дві пішохідні доріжки по 1,2 м. Висота моста над річкою — 213 м. Поверхня моста вдає із себе залізобетонну плиту товщиною 15 см . В конструкції моста міститься 3920 тонн арматурної сталі.
Після завершення будівництва (в 1959 році) цей міст був найвищим арочним мостом в світі, а також другим за довжиною серед мостів такого типу в США.

## Історія

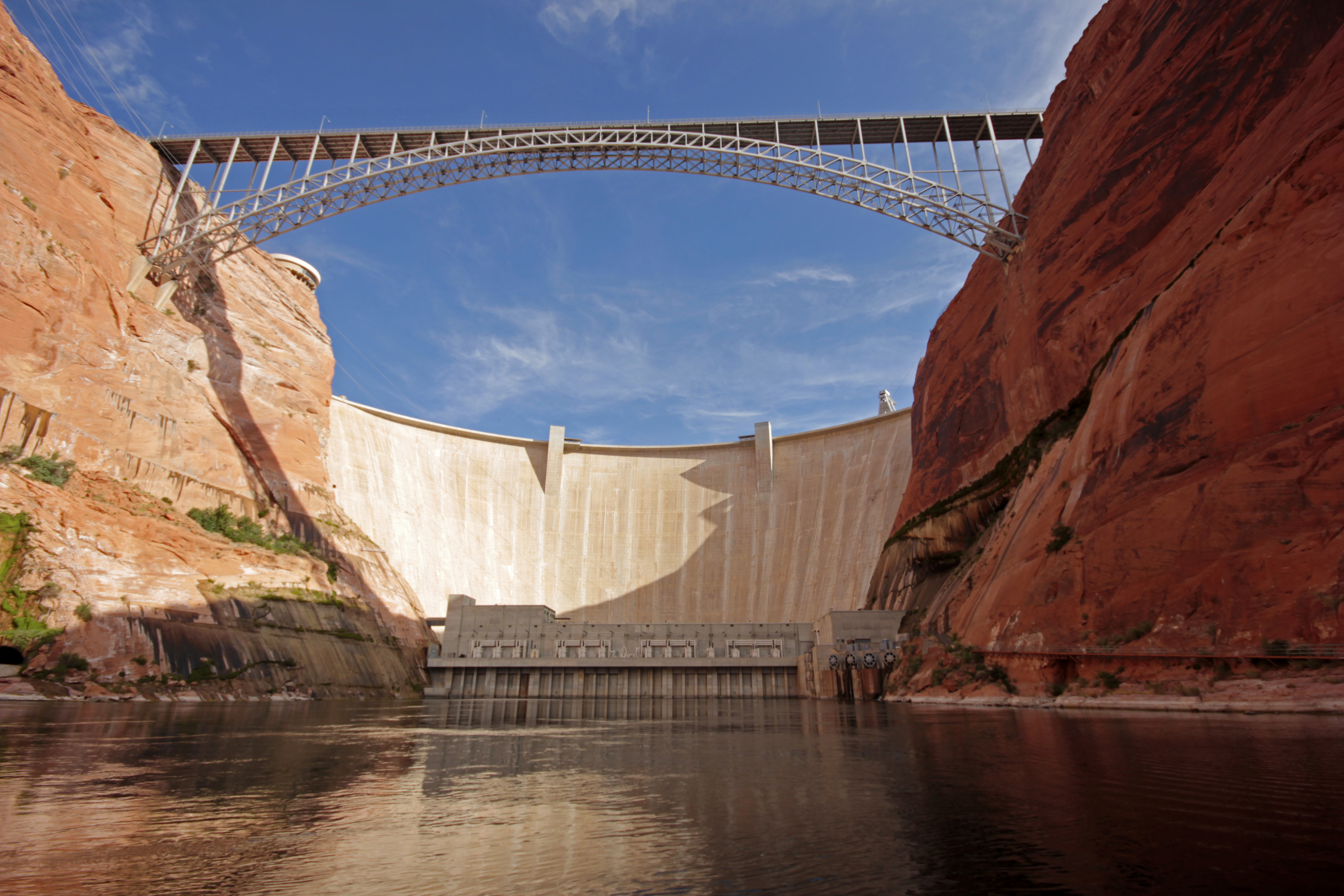
Міст Глен-Каньйон, за ним — гребля Глен-Каньйон

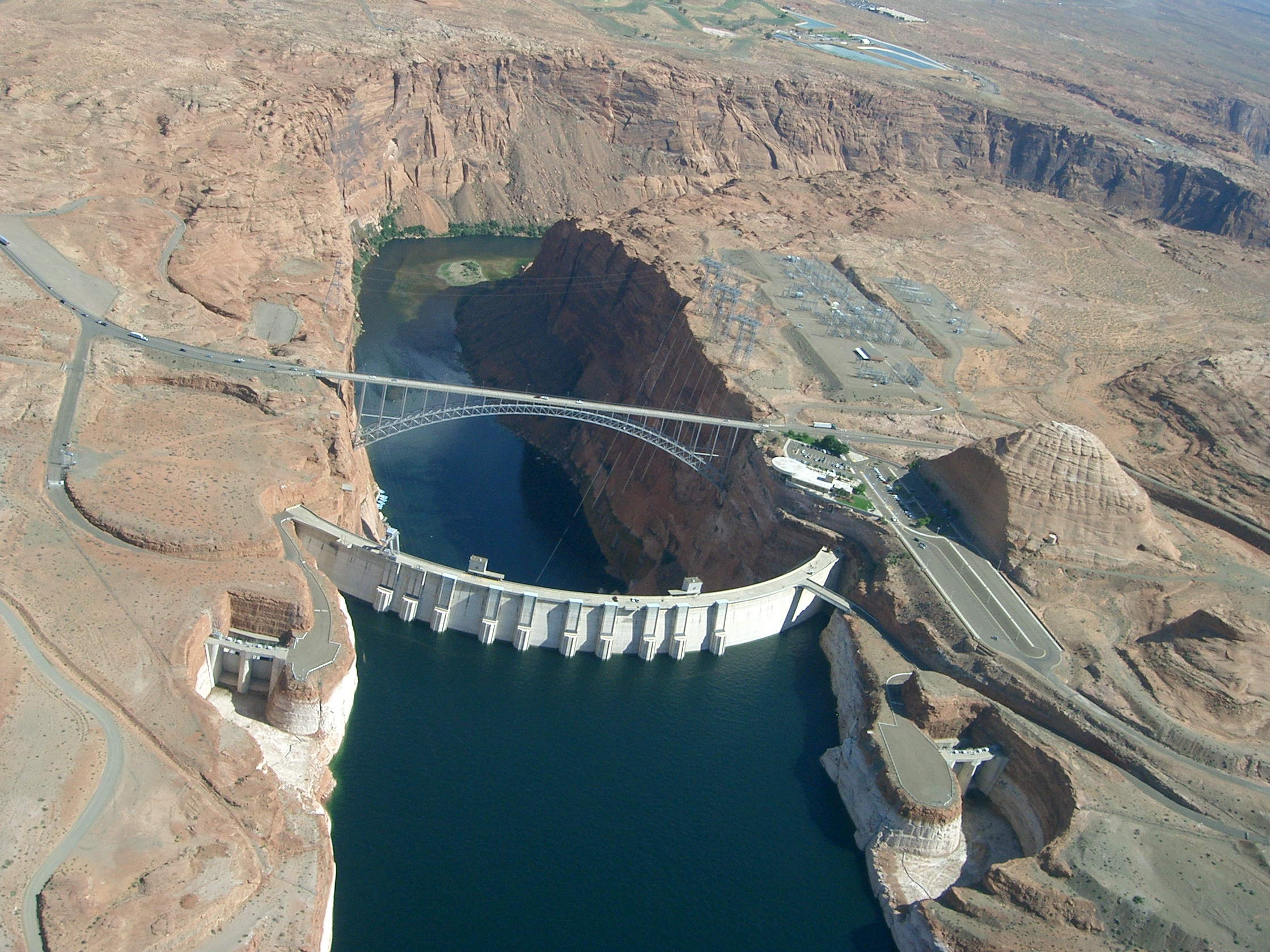
Вид з висоти на греблю і міст Глен-Каньйон

На стадії проектування, а також на початковій стадії будівництва міст іменувався Colorado River Bridge, але в 1959 році він був перейменований в Glen Canyon Bridge, так як ця назва більш конкретно відображало географічне розташування моста.
Рішення про будівництво греблі Глен-Каньйон на річці Колорадо було схвалено Конгресом США в квітні 1956 року. Поруч із греблею передбачалося спорудження автомобільного моста. Крім цього, повинні були бути побудовані дороги, ставляться до цього мосту і греблі з півдня (від міста Флегстафф, штат Аризона) і з півночі (від міста Канаб, штат Юта).
18 грудня 1956 року Бюро з освоєння земель США (англ. US Bureau of Reclamation) оголосило тендер на будівництво моста, а вже 1 січня 1957 роки поспіль був виданий компаніям Peter Kiewit Sons і Judson Pacific Murphy Co., які згодом утворили спільне підприємство Kiewit- Judson Murphy. Будівництво моста Глен-Каньйон почалося 14 лютого 1957 року.
Деталі моста проводилися на заводі Judson Pacific Murphy Co. в Емерівіллі (штат Каліфорнія). Після цього частини з'єднувалися один з одним і, якщо необхідно, проводилася підгонка. Потім вони знову відокремлювалися і транспортувалися на місце будівництва моста. Крім цього, для можливості переходу з одного берега каньйону на інший був побудований тимчасовий висячий пішохідний міст, підтримуваний сталевими канатами.
Під час будівництва було виявлено, що західна стіна каньйону недостатньо міцна для підтримки моста. Для вирішення цієї проблеми довелося видалити близько 10 000 кубометрів породи і забетонувати звільнився обсяг.
З'єднання частин моста, що будувалися з західного і східного берегів, сталося 14 серпня 1957 року. Міст Глен-Каньйон був урочисто відкритий 20 лютого 1959, трохи більше ніж через два роки після початку будівництва.